# Campionato europeo della montagna 2008
Il Campionato europeo della montagna 2008, cinquantottesima edizione della manifestazione organizzata dalla Federazione Internazionale dell'Automobile, si svolse dal 27 aprile al 21 settembre 2008 su dodici tappe disputatesi in undici paesi (l'Italia fu l'unica nazione ad ospitare due eventi nella stagione). 
Il pilota transalpino Lionel Régal si aggiudicò la vittoria in Categoria II al volante di una monoposto Reynard di Formula 3000 e vincendo i due terzi delle gare a disposizione, mentre in Categoria I il titolo andò al ceco Miroslav Jakeš su Mitsubishi Lancer Evo IX.

## Calendario prove[1]
| Tappa | Data         | Corsa                                                 | Sede                      | Vincitore                               |
| ----- | ------------ | ----------------------------------------------------- | ------------------------- | --------------------------------------- |
| 1     | 27 aprile    | Großer Bergpreis von Oesterreich - Rechbergrennen     | Tulwitz Austria           | Denny Zardo - Reynard 01L-Mugen         |
| 2     | 11 maggio    | XXXVII Subida Internacional al Fito                   | Arriondas Spagna          | José Antonio López-Fombona - Audi A4 ST |
| 3     | 18 maggio    | Rampa Internacional de Portugal Serra da Estrela 2008 | Covilhã Portogallo        | Lionel Régal - Reynard 01L-Mugen        |
| 4     | 1º giugno    | ECCE HOMO Šternberk                                   | Šternberk Rep. Ceca       | Lionel Régal - Reynard 01L-Mugen        |
| 5     | 22 giugno    | 37. Trier Bergrennen                                  | Fell Germania             | Lionel Régal - Reynard 01L-Mugen        |
| 6     | 29 giugno    | 58ª Trento-Bondone                                    | Trento Italia             | Lionel Régal - Reynard 01L-Mugen        |
| 7     | 6 luglio     | 48ª Rieti-Terminillo - 45ª Coppa Bruno Carotti        | Rieti Italia              | Denny Zardo - Reynard V8 Nippon         |
| 8     | 20 luglio    | Slovakia Matador 2008                                 | Pezinok Slovacchia        | Alfred Hilger - BMW M3 E36              |
| 9     | 27 luglio    | Petrol Ferrari 2008                                   | Ilirska Bistrica Slovenia | Lionel Régal - Reynard 01L-Mugen        |
| 10    | 10 agosto    | Course de Côte du Mont Dore                           | Chambon-sur-Lac Francia   | Lionel Régal - Reynard 01L-Mugen        |
| 11    | 17 agosto    | 65éme St-Ursanne - Les Rangiers                       | Saint-Ursanne Svizzera    | Lionel Régal - Reynard 01L-Mugen        |
| 12    | 21 settembre | Buzetski Dani 2008                                    | Buzet Croazia             | Lionel Régal - Reynard 01L-Mugen        |